# Paix conclue
Paix conclue – ou en anglais Peace Concluded – est un tableau réalisé par le peintre britannique John Everett Millais en 1856. Cette huile sur toile est une scène de genre s'apparentant comme un portrait de famille.
La peinture représente un officier de retour parmi les siens alors que le Times vient de lui apprendre la fin de la guerre de Crimée. Tandis que son épouse l'enlace, leurs deux fillettes jouent avec des figurines animales qui symbolisent les participants au conflit qui s'achève : un lion pour le Royaume-Uni, un ours blanc pour la Russie, un dindon pour l'Empire ottoman et un coq pour la France, la colombe au rameau d'olivier évoquant quant à elle la paix retrouvée.
Exposée à la Royal Academy of Arts l'année de sa création, l'œuvre enthousiasme John Ruskin, qui compare alors l'artiste à Titien. Elle est désormais conservée au Minneapolis Institute of Art, à Minneapolis, dans le Minnesota, aux États-Unis.